# Glentevejs Antennelaug
 Der er for få eller ingen kildehenvisninger i denne artikel, hvilket er et problem. Du kan hjælpe ved at angive troværdige kilder til de påstande, som fremføres i artiklen.

Glentevejs Antennelaug er en dansk antenneforening, der har ca. 27.000 medlemshusstande i Odense og er Danmarks  største, medlemsejede antenneforening. 
Foreningen blev grundlagt af Ole Eriksen i 1970 og har sit navn efter Glentevej i Kochsgade-kvarteret i Odense C. Foreningen Glentevejs Antennelaug blev formelt stiftet på en generalforsamling den 28. maj 1970. I dag forsyner Glentevejs store dele af Odense by, nogle af forstæderne til Odense, Skærbæk ved Fredericia, Tune, Vindinge, Østerbro Antenneforening og Fredensborg Søparks Antenneforening.   
Canal Digital har mellem 2006 og 2012 stået for levering af internet og telefoni til foreningens medlemmer, derefter har Stofa stået for det. Den 1. januar 2017 overtog Glentevejs Antennelaug selv drift og levering af internet til medlemmerne.  
Ud over internet og tv, leverer Glentevejs Antennelaug en lang række andre produkter, som kan ses på hjemmesiden.  